# Réseau de processeurs massivement parallèles
Une proposition de fusion est en cours entre Réseau de processeurs massivement parallèles et Traitement massivement parallèle.
 (signalé en mai 2025).
Si vous disposez d'ouvrages ou d'articles de référence ou si vous connaissez des sites web de qualité traitant du thème abordé ici, merci de compléter l'article en donnant les références utiles à sa vérifiabilité et en les liant à la section « Notes et références ».
- Archive Wikiwix
- Bing
- Cairn
- DuckDuckGo
- E. Universalis
- Gallica
- Google
- G. Books
- G. News
- G. Scholar
- Persée
- Qwant
- (zh) Baidu
- (ru) Yandex
- (wd) trouver des œuvres sur Wikidata

Un réseau de processeurs massivement parallèles (en anglais, massively parallel processor array) est un type de circuit intégré contenant des centaines ou de milliers processeurs et de mémoires vives.
Les processeurs s'échangent des données à travers des interconnexions reconfigurables. En tirant parti du parallélisme, un circuit de ce type peut accomplir plus de travail qu'un circuit conventionnel.